# Auguste Drechsel
Auguste Drechsel (* im 19. Jahrhundert; † im 20. Jahrhundert) war Arbeiterin und Politikerin (USPD).

## Leben
Auguste Drechsel war verheiratet und lebte als Hausfrau und Arbeiterehefrau in Gotha. Nach der Novemberrevolution schloss sie sich 1918 der USPD an und wurde für diese am 25. Februar 1919 in die Landesversammlung des Freistaates Gotha gewählt, der sie auch nach den vorgezogenen Neuwahlen am 30. Mai 1919 angehörte.
Eine Reichstagskandidatur im Jahr 1919 im Wahlkreis 36 (Thüringische Staaten Sachsen-Weimar, Sachsen-Meiningen, Sachsen-Altenburg, Sachsen-Coburg, Sachsen-Coburg-Gotha, die beiden Schwarzburg und die beiden Reuß sowie der Reg.-Bez. Erfurt und der Kreis Schmalkalden) blieb erfolglos. Bei der Wahl zum ersten Thüringer Landtag am 20. Juni 1920 kandidierte sie auf Platz 12 der Liste der USPD, wurde aber ebenfalls nicht gewählt.